# إدوارد كينغ (قاضي)
إدوارد كينغ (بالإنجليزية: Edward King)‏ هو قاضي أمريكي، ولد في 31 يناير 1794 في فيلادلفيا في الولايات المتحدة، وتوفي بنفس المكان في 8 مايو 1873.